# Solar dos Nogueira
O Solar dos Nogueira é um casarão histórico, construído no ano de 1855. O casarão está localizado na cidade de Valença, no estado do Rio de Janeiro. É um patrimônio cultural em tombamento provisório pelo Instituto Estadual do Patrimônio Cultural (INEPAC), na data de 1 de dezembro de 2004, sob o processo de nº E-18/001.004/2004. Este processo engloba um grupo de patrimônios localizados no Centro Histórico de Valença.
Atualmente o imóvel está abandonado.

## História
O solar foi construído no ano de 1855 por João Francisco de Souza. Em 1861, passa a ser de propriedade de Domingos José da Silva Nogueira, Capitão da Guarda Nacional da Legião de Valença. O primeiro pavimento foi designado para comércio e o pavimento superior para residência. Com o passar dos tempos, o pavimento superior abrigou um hotel, clube, companhia telefônica e faculdade. No ano de 1987, o imóvel passou por reformas para abrigar um centro cultural no pavimento superior e o primeiro pavimento continuou a abrigar comércios. No ano de 2001, o imóvel sofreu um incêndio, destruindo o segundo pavimento do imóvel. Até então, o imóvel encontra-se abandonado.

## Arquitetura
Sobrado de arquitetura neoclássica, com pequenos aspectos da arquitetura colonial, a princípio construído em formato em L, com dois pavimentos. A estrutura externa foi construída com 70 cm de largura, em adobe e pedra, mas houve intervenções posteriores, que utilizaram tijolos e concreto armado para construções em anexo. As paredes internas foram construídas em pau a pique. O telhado de quatro e três águas foi coberto com telha de cerâmica tipo capa-canal e cornija em estuque. Na fachada, foram construídas colunas jônicas semi embutidas com base em cantaria como cunhais nas quinas e, no primeiro pavimento, os vãos das janelas foram construídas em vergas em arco pleno, e o vão da porta em verga em arco abatido. Todos os vãos do primeiro pavimento foram construídos com arco de descarga em tijolo maciço, que foram embutidos na alvenaria e cobertos com revestimentos. No pavimento superior, os vãos das portas e janelas foram construídos em vergas retas, estas portas davam acesso a um balcão com gradil de ferro fundido, que cobria toda a fachada principal e uma parte da fachada lateral. O revestimento usado foi feito em argamassa de argila, areia e cal e nos anexos construídos em tijolos, foi usado cimento como reboco. Originalmente, o piso do imóvel era de madeira, com exceção ao piso do hall de entrada, no primeiro pavimento, que era feito de mármore preto e branco. Com o passar do tempo o piso foi sendo trocado. Após um incêndio ocorrido em 2001, o imóvel perdeu o telhado e o segundo pavimento por completo.